# 让-巴蒂斯特·卢韦·德·库夫赖

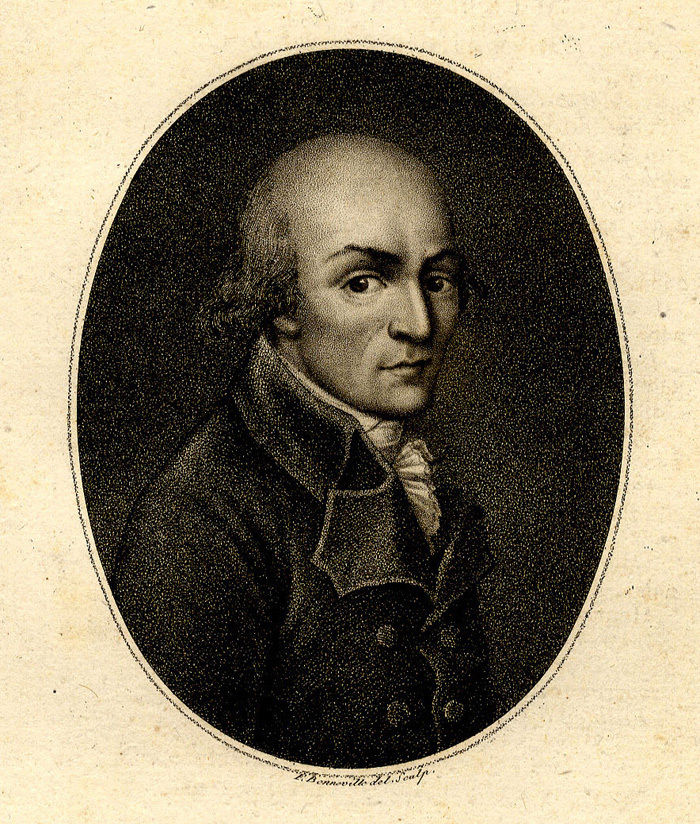
让-巴蒂斯特·卢韦·德·库夫赖

让-巴蒂斯特·卢韦·德·库夫赖（Jean-Baptiste Louvet de Couvray，1760年6月12日 - 1797年8月25日）是法国小说家、剧作家和记者。 
卢韦反对专制主义，他認同拉斐德侯爵和尼古洛·馬基雅維利等人支持的君主立宪制。 